# Diana Davies (fotografa)
Diana Davies (1938) è una fotografa, drammaturga, pittrice, grafica, illustratrice e musicista statunitense, e una delle principali fotoreporter che hanno documentato i movimenti di liberazione femminista e gay degli anni '60 e '70.  Le sue fotografie coprono i primi giorni di svariati movimenti sociali femminili e della comunità LGBT, così come quelli per i diritti civili degli afroamericani, il movimento pacifista e quelli per i diritti dei braccianti.

## Biografia
Davies è cresciuta nel Maine, nella regione del Catskills dello Stato di New York. I suoi nonni erano sindacalisti e socialisti di Debs; Davies sostiene, difatti, che il suo background familiare ha avuto una certa influenza nel suo attivismo. Abbandonò il liceo a 16 anni e lavorò come cameriera e lavapiatti mentre perseguiva la sua carriera musicale.
Negli anni '60, Davies si avvicinò la fotografia durante il suo lavoro con il teatro e la musica, iniziando ad utilizzare attrezzature di seconda mano. La sua professione di fotografa inizia da autodidatta, scattando dietro le quinte dei teatri. Grazie alla carriera con Agnes "Sis" Cunningham e Gordon Friesen, editori della rivista Broadside, ed il suo background familiare, Davies ha sviluppato il proprio interesse verso i diritti umani. Ha fotografato i primi anni del Smithsonian Folklife Festival. Oltre agli Stati Uniti, Davies ha fotografato l'America centrale, l'Africa, l'Europa e il Medio Oriente.
Davies ha fotografato numerosi momenti cruciali della musica e dei movimenti per la giustizia sociale degli anni '60 e '70, tra cui la marcia dei poveri a Washington, il Newport Folk Festival e il Philadelphia Folk Festival.
Tra gli anni '60 e '80, il suo lavoro è apparso in pubblicazioni quali Life, il The New York Times eThe Boston Globe. Davies si alleò al movimento Gay Liberation Front e diede il suo contributo fotografico alla rivista pubblicata dal GLF: Come Out!. Inoltre documentò il primo Gay Pride a New York  il 28 giugno 1970.
Negli anni '90 si concentrò sull'illustrazione, la pittura e la grafica, abbandonando quasi del tutto la fotografia. Davies ha scritto opere teatrali dai temi di giustizia sociale, avendo per tutta la vita partecipato e sostenuto tutti gli aspetti del "teatro popolare". Nel 2018 Davies viveva a Northampton, nel Massachusetts, e continuava ad esibirsi in gruppi musicali, anche come percussionista per i gruppi Flame n Peach e i Liberated Waffles.

## Collezioni
Il lavoro di Davies è conservato negli archivi di Ralph Rinzler Folklife situati nel Center for Folklife & Cultural Heritage, oltre alla New York Public Library, la Howard University, la Greenwich Village Society for Historic Preservation, la Sophia Smith Collection dello Smith College e la Swarthmore College Peace Collection.

## Lavori
Libri
- Photojourney: Photographs (1989), Belfast, Me .: Bag Lady Press.ISBN 0962243205[11]

Opere teatrali
- The Witch Papers (1980)[1]
- The War Machine (1998)

Discografia
- Twelve o'clock girl in a nine o'clock town (1996), Red Hot Records (cassetta)[9]